# Tito Estatilio Tauro (cónsul 44)
Tito Estatilio Tauro (en latín: Titus Statilius Taurus) fue un senador romano, que vivió en el siglo I, y desarrolló su cursus honorum bajo Tiberio, Caligula, Claudio, y Nerón. 

## Familia
Era el hijo mayor de Tito Estatilio Tauro cónsul ordinario en el año 11 y Valeria, hija de Marco Valerio Mesala Corvino. También era hermano de Tito Estatilio Tauro Corvino cónsul ordinario en el año 45. 

## Carrera
Tauro sirvió como cónsul en 44 y más tarde como procónsul de África del año 51 al 53.
Un hombre rico, diseñó los célebres Jardines Taurianos. Fue acusado por Tarquicio Prisco, un ex subordinado suyo durante su mandato como Procónsul de África, de "algunos actos de extorsión, pero particularmente ... [de] prácticas mágicas y supersticiosas" bajo las órdenes de la Emperatriz Agripina, quien aparentemente quería apoderase de sus magníficos jardines, y a pesar de su aparente inocencia, se suicidó a raíz de estas acusaciones, antes de enterarse del veredicto del emperador en el año 53.